# Metabo
Die Metabowerke GmbH mit Stammsitz im baden-württembergischen Nürtingen ist ein Hersteller von Elektrowerkzeugen.  Seit 2017 gehört Metabo dem Investor Kohlberg Kravis Roberts & Co.

## Geschichte

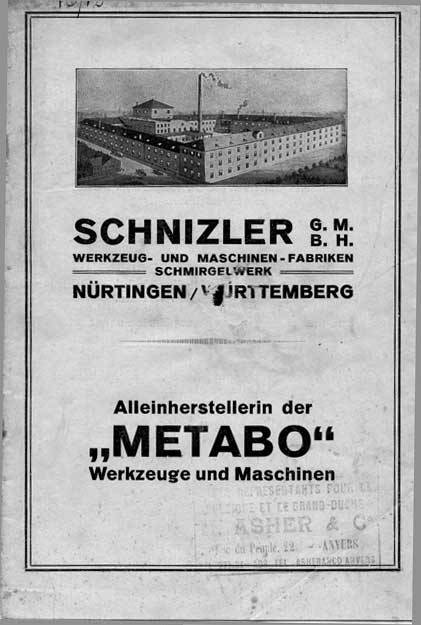
Metabo Katalog 1930

### Gründung
Das Unternehmen wurde am 19. Februar 1924 von Albrecht Schnizler als Schnizler GmbH in Nürtingen gegründet. Der spätere Firmenname leitet sich aus „Metallbohrdreher“ ab und ist der frühere Markenname der Handbohrmaschinen. Im Zweiten Weltkrieg mussten 16 Zwangsarbeiter für Metabo arbeiten. Im Spätherbst 1945 brannte das im Krieg nur unwesentlich beschädigte Werk zu 75 Prozent ab und wurde bis 1948 wieder aufgebaut. Auf der Historienseite der Unternehmenshomepage macht Metabo selbst keinerlei Angaben zum eigenen Werdegang zwischen 1934 und 1945.
1957 produzierte das Unternehmen die erste in Großserie produzierte Schlagbohrmaschine, die Typ 76108/10. Es folgten Innovationen bei Winkelschleifern und Schlagbohrmaschinen.

### Neustrukturierung
1999 begann die Metabogruppe sich neu zu formieren, die Firma Elektra Beckum in Meppen wurde übernommen. 2004 ordnete Metabo seine Produktionswerke neu, das Werk in Shanghai wurde eröffnet. 2006 ging Elektra Beckum vollständig in Metabo auf. 2010 war mit dem Verkauf des Werkes in Meppen die Neuordnung der Produktionsstätten abgeschlossen.

### Nach 2010

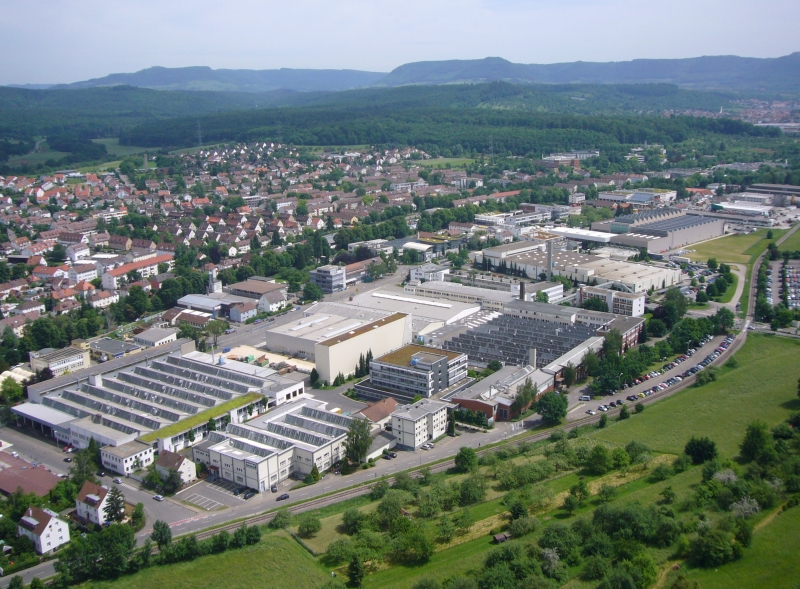
Luftaufnahme Metabo Hauptstandort in Nürtingen, 2013

Nach der Phase der Umstrukturierung war Metabo bestrebt, sich auf die Kernzielgruppen Metallhandwerk und -industrie sowie Bauhandwerk und Renovierung zu konzentrieren.
Metabo befand sich bis November 2015 im Mehrheitsbesitz des französischen Private-Equity-Fonds Chequers Capital, nachdem die Gründerfamilien 2012 ihre Anteile verkauft hatten. Im November 2015 wurde Metabo an den japanischen Konzern Hitachi Koki (Hikoki) verkauft. Ein Jahr später erfolgte dessen Verkauf an den Investor Kohlberg Kravis Roberts & Co. Von 2019 bis Juni 2021 war der Vorstandsvorsitzende Horst Garbrecht auch Europa-Verantwortlicher der Koki-Holdings.
Das Unternehmen hat im Jahr 2018 einen Umsatz von 493 Millionen Euro, 2020 594 Millionen Euro erwirtschaftet.

## Produkte

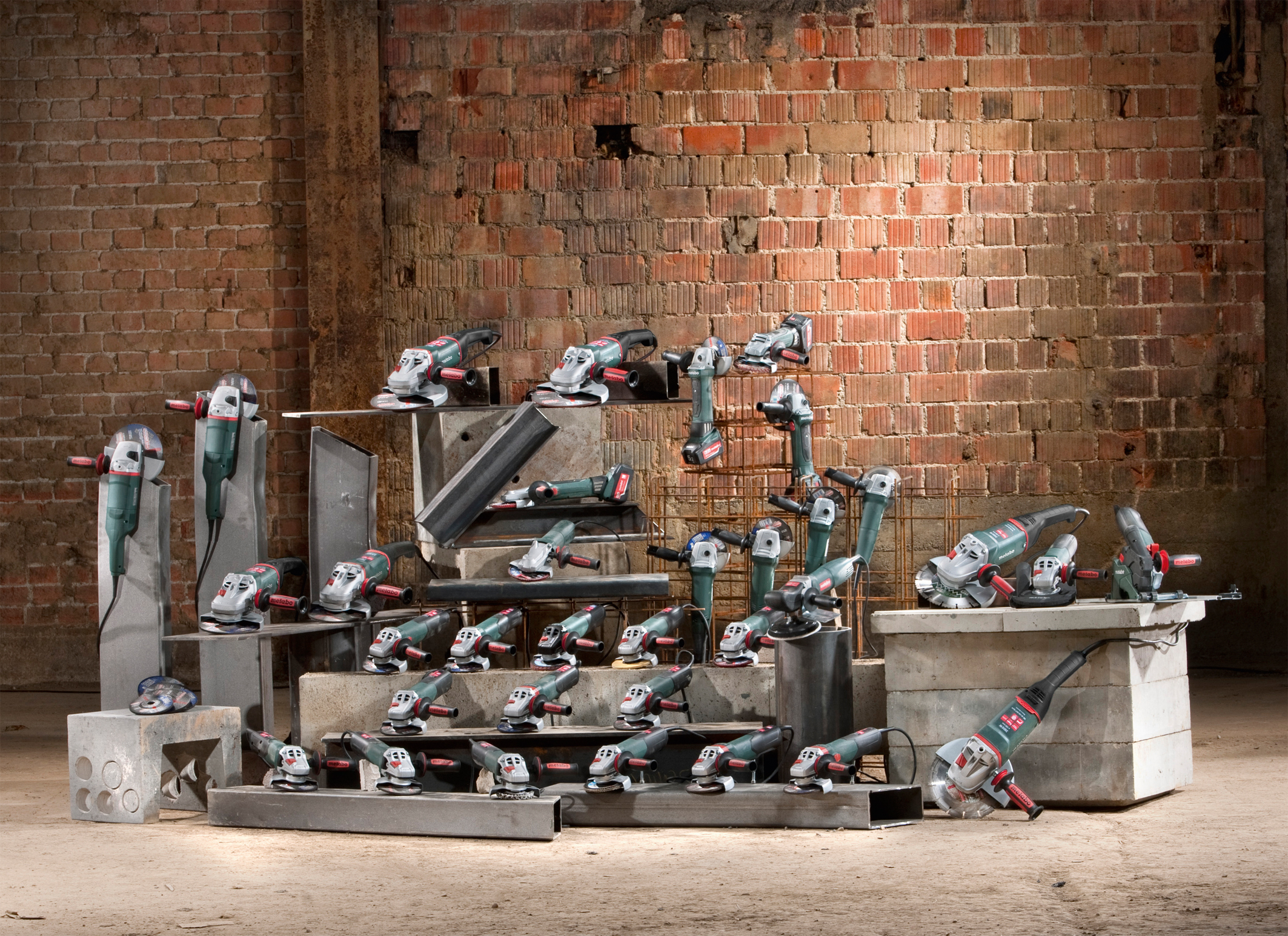
Kompakt Winkelschleifer 900–1700 Watt von Metabo. Bild: Metabo 2014

### Metabo
Ein kleiner Teil der Elektrowerkzeuge wird noch in Nürtingen gefertigt, der größte Teil jedoch am Produktionsstandort in Shanghai. Metabo ist ein Generalist im Bereich Elektrowerkzeuge, doch traditionell bekannt für sein großes Sortiment an Winkelschleifern. Metabo vertreibt sowohl kabelgebundene als auch Akku-Geräte. 2019 führte Metabo das „Cordless Alliance System“ (CAS) ein, und öffnete damit seine Akku-Plattform für weitere Hersteller wie Mafell, Fischer und andere.